# Fugitivos
Fugitivos (no original, Runaways) é uma série de revistas em quadrinhos americana de super-heróis publicada pela Marvel Comics, existindo no seu universo partilhado. A série apresenta um grupo de adolescentes que descobre que seus pais são parte de uma organização criminosa conhecida como "O Orgulho". Criada pelo escritor Brian K. Vaughan e pelo artista Adrian Alphona, a série estreou em julho de 2003 como parte do selo "Tsunami" da Marvel Comics. O primeiro arco de história de Fugitivos, "Pride & Joy", define o conceito principal da série, que envolve filhos versus seus pais.
Originalmente, a série apresentou um grupo de seis crianças cujos pais se reuniam rotineiramente todos os anos para um evento de caridade. Um ano, as crianças espionam seus pais e descobrem que são "o Orgulho", um grupo criminoso de chefes da máfia, viajantes do tempo, bruxos das trevas, cientistas loucos, invasores alienígenas e mutantes telepáticos. As crianças roubam armas e recursos de seus pais e descobrem que elas próprias herdaram os poderes de seus pais; Alex Wilder, um prodígio, lidera a equipe, enquanto Nico Minoru descobre que ela é uma bruxa poderosa, Karolina Dean descobre que ela é uma alienígena, Chase Stein rouba as luvas futuristas de seu pai, Gertrude Yorkes descobre sua ligação telepática com um dinossauro, enquanto a pequena Molly Hayes descobre que ela é uma mutante com força incrível. As crianças se unem e derrotam seus pais, e então continuam lutando contra novas ameaças. Mais tarde, outros se juntam a eles: o ciborgue Victor Mancha, o Skrull metamorfo Xavin e a controladora de plantas Klara Prast.
A série foi cancelada em novembro de 2009 após a edição 14 do volume 3, mas os personagens foram vistos em outros quadrinhos da Marvel, como: Daken: Dark Wolverine, Avengers Academy, Avengers Arena e Avengers Undercover. 
Em junho de 2017, foi anunciado que Rainbow Rowell e Kris Anka seriam a nova equipe criativa do revival da série, que estreou em setembro do mesmo ano.
Uma adaptação em live-action da série esteve em desenvolvimento por vários anos, levando à série de televisão Runaways. Estreou no serviço de streaming Hulu em novembro de 2017.

## Publicação

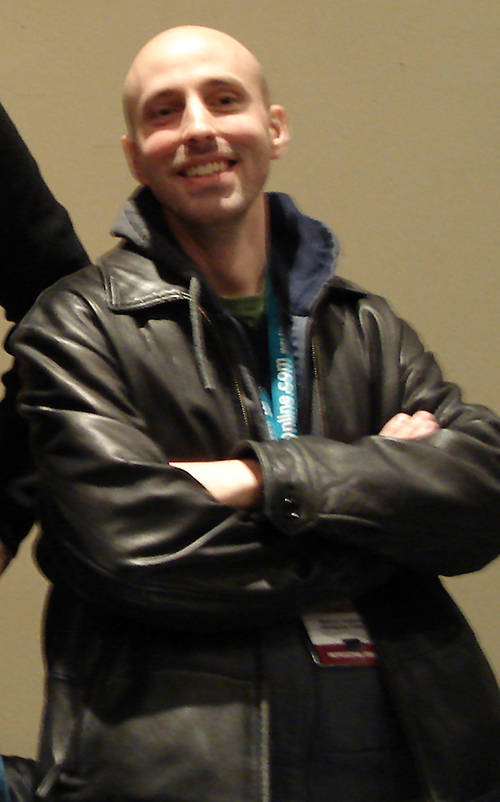
Brian K. Vaughan

O criador da série, Brian K. Vaughan, lançou Fugitivos em 2003 como parte da linha editorial Tsunami da Marvel Comics, cujo objetivo era atrair novos leitores, particularmente jovens leitores e o público de mangás. A equipe editorial da Marvel concordou para isso imediatamente, levando a Wizard Magazine a nomear a série como "um dos melhores conceitos originais da Marvel em trinta anos". O selo Tsunami acabou não sendo bem sucedido, e a série terminou na edição 18. Após as vendas da série em formatinho, Vaughan apresentou a ideia novamente para a Marvel, que a aceitou. O artista Adrian Alphona co-criou a série com Vaughan.
Vaughan afirmou que ele tinha planejado escrever Fugitivos apenas por seis meses (seis edições), mas por causa da popularidade da série e novas ideias de Vaughan, a Marvel decidiu continuar a publicá-la mensalmente. Em 2007, Vaughan anunciou sua saída de Fugitivos, decidindo deixar a série no topo de seu jogo. Joss Whedon, um grande fã de Fugitivos, foi escolhido por Vaughan para escrever um arco e terminar o segundo volume; embora Whedon tenha recusado no início, ele aceitou depois. Michael Ryan foi o artista da fase de Whedon.
Em 2008, o escritor Terry Moore, ao lado do artista Humberto Ramos, se tornaram a nova equipe criativa para o terceiro volume. No ano seguinte, a escritora Kathryn Immonen e a artista Sarah Pichelli assumiram o volume 3 a partir da edição 11 que iria "começar com uma festa de formatura". A história terminou com um cliffhanger que foi resolvido em outros quadrinhos da Marvel devido ao cancelamento da série.
Após três anos, os Fugitivos retornaram no arco de história "Pride Comes Before It", nas edições 17 a 19 de Daken: Dark Wolverine. Eles apareceram em Avengers: Academy #27-28. Desde então, Victor Mancha se tornou um personagem regular no quadrinho focado em robôs, Avengers A.I., enquanto Nico Minoru e Chase Stein se tornaram parte de Avengers Arena, e sua sequência, Avengers Undercover.
Em fevereiro de 2015, foi anunciado que uma minissérie intitulada Fugitivos, escrita por Nate Stevenson e ilustrada por Sanford Greene, seria lançada sob o banner Battleworld. A formação do grupo incluía Molly Hayes, mas todos os outros eram personagens diferentes. Adicionalmente, Nico Minoru foi destaque em A-Force. Nico também foi usada no segundo volume de A-Force, desta vez baseada no Universo Marvel mainstream.
Em maio de 2017, a Marvel lançou teasers com os personagens dos Fugitivos. Em junho de 2017, foi anunciado que a Marvel lançaria um revival de  Fugitivos, com roteiro de Rainbow Rowell e arte de Kris Anka. A nova série estreou em setembro de 2017.

## Estilo
Fugitivos não usa conceitos de costumes regulares de super-heróis, como codinomes, uniformes e nomes de equipes. Todos os personagens no Volume 1, exceto Alex Wilder, adotam codinomes, mas eles param de usar seus codinomes no final do Volume 1. Ao contrário de muitas outras equipes de super-heróis, os Fugitivos têm mais mulheres do que homens. Em um momento, havia apenas um homem (Chase) na equipe com quatro mulheres (Nico, Karolina, Gertrude e Molly), o que levou outros grupos a se referirem a ele como "o homem de fuga das garotas".
Logo no início da série, Molly é a única personagem que faz uma fantasia, mas a cria a partir de velhos lençóis e roupas, não o uniforme tradicional de fantasia de super-heróis; ela nunca usa o traje novamente. Durante a batalha, os Fugitivos lutam principalmente em suas roupas de rua e chamam uns aos outros por seus nomes. Além disso, as crianças quase nunca se referem a si mesmas como "Os Fugitivos", como o título da série poderia sugerir; a equipe deles simplesmente fica sem nome, exceto por um breve exemplo, quando Nico os chama de "Os Fugitivos", e diz para eles "fugirem". Outros personagens da Marvel no Universo Marvel geralmente se referem ao time sem nome como "as crianças do Orgulho" ou "aqueles garotos em Los Angeles". Vaughan até zomba da noção de slogans de super-heróis como "Hulk esmaga!", "Tá na hora do pau" ou "Avante Vingadores!". Durante uma batalha, Nico sarcasticamente diz que a convocação da equipe é "Tente não morrer".
Apesar dos esforços de Vaughan para quebrar os clichês de super-heróis dentro de Fugitivos, os manuais e site da Marvel ainda se referem aos personagens por seus codinomes.

## Biografia ficcional da equipe
Quando Alex, Nico, Karolina, Chase, Gertrude e Molly testemunham seus pais ("O Orgulho") sacrificando uma menina em uma cerimônia ocultista, o grupo foge. Conforme a história avança, as crianças descobrem sobre a herança e habilidades deles e roubam recursos de seus pais, incluindo manoplas futuristas, um dinossauro e um cajado místico. Usando esses recursos, eles conseguem fugir de seus pais, que foram auxiliados por seus benfeitores, os Gibborim, da preensão criminal deles em Los Angeles. Na batalha final contra o Orgulho, os Fugitivos perde Alex para a incineração infligida pelos Gibborim depois dele ser revelado como o espião que traiu e manipulou os Fugitivos à situação atual deles devido à sua verdadeira lealdade para com seus pais.
Após a morte de Alex, Nico se torna a líder do grupo. Com o Orgulho derrotado, os Fugitivos agora prometem impedir que outros vilões preencham o vazio deixado por seus pais. Eles eventualmente encontram o ciborgue Victor Mancha e o alienígena Skrull metamorfo Xavin, e os convidam para se juntarem ao time. Logo antes dos Fugitivos derrotarem uma nova encarnação do Orgulho e o pai ressuscitado de Alex, Gertrude é fatalmente ferida. Antes dela morrer, ela transfere seu poder de controlar Alfazema para Chase. Mais tarde, Chase cria um plano, sem o consentimento do resto da equipe, de se sacrificar para os Gibborim, mas a equipe vem salvá-lo, o que faz com que os Gibborim sejam destruídos. Quando os Fugitivos são acidentalmente deslocados no tempo para 1907, eles encontram os pais falecidos de Gertrude Yorkes. Depois de derrotarem os Yorkes e a sangrenta guerra de gangues, a controladora de plantas Klara Prast se junta aos Fugitivos quando eles retornam ao presente.
Os Fugitivos são caçados por vários soldados Majesdanianos sobreviventes com o desejo de capturar Karolina pelos problemas causados em seu planeta; em uma reviravolta distorcida de eventos, no entanto, Xavin muda de forma para Karolina e sai com os Majesdanianos para poupar sua amada. Os Fugitivos também previnem uma epidemia de zumbis em Los Angeles. Molly também visita os X-Men em São Francisco e se reconcilia com Wolverine. Alfazema fica gravemente ferida, salvando Klara, cujos poderes fazem com que a folhagem evite que a casa desmorone, mas prendendo todo mundo. Um homem que alega ser o tio de Chase aparece e tenta ajudar, mas é seguido pelos militares. A equipe foge, mas Chase se separa e é gravemente ferido em um acidente de carro enquanto corre pela rua perseguindo uma figura que lembra Gertrude.
Em Daken: Dark Wolverine, os Fugitivos formaram uma aliança desconfortável com Daken, a fim de derrubarem Marcus Roston, um criminoso superpoderoso com ligações com o Orgulho. Então eles apareceram novamente em Avengers Academy, pedindo ajuda para encontrar Alfazema, que foi banida para uma dimensão secreta.
Um tempo depois, Chase usou a máquina do tempo dos Yorkes para voltar no tempo e salvar Gert antes dela ser morta por Geoffrey Wilder. O plano funcionou parcialmente, mas ela ainda estava gravemente ferida. Nico conseguiu curá-la e eles foram em busca dos antigos membros da equipe na esperança de reformar. Karolina se tornou uma universitária, vivendo dos royalties de seus pais e em um relacionamento com Julie Power do Quarteto Futuro, e Molly foi morar na casa de sua avó e estudar no ensino médio. Os pedaços de Victor Mancha foram enviados pelos Vingadores para Chase, e ele conseguiu reativá-lo.

## Personagens

### Membros fundadores
- Alex Wilder: O filho de chefes da máfia, ele é um prodígio nas áreas de estratégia e planejamento.[30] Morreu em Fugitivos #17.[26]
- Nico Minoru: A filha de bruxos das trevas, ela é uma bruxa capaz de manipular magia.[30] Ela se torna a líder do grupo, após a partida de Alex Wilder.
- Karolina Dean: A filha de invasores alienígenas, ela é uma alienígena que controla a energia solar.[30]
- Chase Stein: O filho de cientistas loucos, ele rouba as manoplas geradoras/manipuladoras de chamas de seu pai chamadas de "Fistigonas".[30]
- Gertrude Yorkes: A filha de viajantes do tempo, ela costumava ter uma ligação empática e telepática com Alfazema.[30] Morreu em Fugitivos Vol. 2 #18, mas voltou ao grupo depois de sua ressurreição em Fugitivos (2017) #1.
- Molly Hayes: A filha de mutantes telepáticos, ela é uma mutante cujos poderes incluem super-força e invulnerabilidade.[30]

### Recrutas posteriores
- Alfazema: Uma dinossaura geneticamente modificada do século 87; tinha uma ligação telepática e empática com Gert e atualmente com Chase.[30]
- Topher: Um vampiro de cem anos que se juntou aos Fugitivos sob o pretexto de ter sido forçado a uma vida de crime por seus pais. Ele planejou transformar os Fugitivos em seus familiares vampiros mortos-vivos. Morreu em Fugitivos #10.
- Victor Mancha: O filho do vilão dos Vingadores, Ultron, ele é um ciborgue que pode manipular eletricidade e metal.[30] Deixou o grupo para se juntar aos  Vingadores A.I e morreu em Visão (2016) #11. Ele voltou ao grupo depois de ser reconstruído por Chase em Fugitivos (2017) #3.
- Xavin: Um metamorfo Skrull, Xavin também manifestar os poderes do Quarteto Fantástico. Deixa o grupo em Fugitivos Vol. 3 #5.
- Klara Prast: Uma imigrante suíça, ela pode controlar o crescimento das plantas.[31]

## Battleworld
Uma versão alternativa dos Fugitivos estrelaram uma minissérie em quatro edições (também conhecida como o Volume 4 da série Fugitivos). Na história, um grupo diferente de crianças, que são estudantes do Instituto Victor von Doom para Jovens Superdotados em Doomstadt, descobrem que os "exames finais" anuais da escola são realmente fatais. Então, eles começam a fugir. A equipe inclui versões alternativas de heróis da Marvel, como: Amadeus Cho, Manto e Adaga, Delphyne Gorgon,  Frostbite (Sanna Strand), Jubileu, Molly Hayes, o único personagem dos Fugitivos originais a aparecer, Fada (Megan Gwynn) e Skaar.

## Prêmios e indicações
- Em 2005, o criador Brian K. Vaughan ganhou um Eisner Award por Fugitivos.[32]
- Em 2006, a série ganhou um Harvey Award de Melhor Série Contínua ou Limitada.[33]
- Em 2006, a série ganhou um Top Library Award.[34][35]
- Em 2006, a versão em capa dura de Fugitivos listada no Top Dez de Melhores Livros para Jovens Adultos da YALSA da American Library Association; foi a única graphic novel a fazer parte da lista.[36][37]
- Em 2006, a série também foi nomeada para um Joe Shuster Award.[38]
- Em 2007, a série foi nomeada para o prestigioso Georgia Peach Award.[37]
- Em 2007, o co-criador e desenhista, Adrian Alphona, foi indicado para outro Joe Shuster Award por Fugitivos vol. 2, #12-18, 22.[39]
- Em 2009, a versão em capa dura de Runaways: Dead End Kids, de Joss Whedon, foi listada no Top Dez de Melhores Livros para Jovens Adultos da YALSA da American Library Association.[40]
- Em 2009, a artista de capa Jo Chen foi nomeada para um Eisner Award por seu trabalho em Fugitivos.[41]

## Em outras mídias

### Filme cancelado e série de televisão
A partir de maio de 2008, uma versão cinematográfica de Fugitivos estava no processo de roteirização. Kevin Feige, o presidente da Marvel Studios, disse que, embora o filme poderia não ser um enredo preciso de qualquer um dos quadrinhos de Fugitivos, ele seria mais semelhante ao tom ou origem dos quadrinhos iniciais da série. Um lançamento para 2011 foi considerado, como Feige esperava um roteiro finalizado no início de 2009. Em abril de 2010, a Marvel contratou Peter Sollett para dirigir o filme, e um mês depois, Drew Pearce assinou para escrever o roteiro. Em julho de 2010, foi reportado que as filmagens começariam em algum momento entre março e julho de 2011. Em agosto de 2010, tinha começado os testes de elenco para o filme.
Em outubro de 2010, os planos de produção foram interrompidos quando a Marvel decidiu se concentrar apenas em Os Vingadores. Em agosto de 2011, foi reportado que o filme poderia ser lançado em algum momento de 2014. Em março de 2013, Kevin Feige disse durante uma entrevista que eles optaram por não fazer o filme, mas que Drew Pearce havia sido transferido para Homem de Ferro 3 com base em seu roteiro de Fugitivos. Em setembro de 2013, Pearce revelou que o filme estava atualmente arquivado, mas também sugeriu que ele ainda poderia fazer parte da Fase Três do Universo Cinematográfico Marvel.
Enquanto falando sobre All Hail the King, Pearce revelou em fevereiro de 2014 que ele estava pensando sobre a possibilidade de Fugitivos ser adaptado como uma série de TV. Em outubro de 2014, Feige comentou novamente sobre o projeto: "Um roteiro incrível que existe em nosso cofre de roteiros ... Em nossa televisão e discussões de futuros filmes, é sempre um que nós falamos, porque temos um projeto sólido lá."

Em agosto de 2016, o Hulu encomendou um piloto juntamente com roteiros adicionais para uma série de TV de Fugitivos, escrita por Josh Schwartz e Stephanie Savage. Em fevereiro de 2017, a Marvel Television anunciou que o elenco da equipe havia sido escalado com Rhenzy Feliz, Lyrica Okano, Virginia Gardner, Ariela Barer, Gregg Sulkin e Allegra Acosta aparecendo como Alex Wilder, Nico Minoru, Karolina Dean, Gert Yorkes, Chase Stein e Molly Hernandez, respectivamente. As filmagens do primeiro episódio começaram em 10 de fevereiro de 2017, em Los Angeles. Marvel's Runaways estreou no Hulu nos Estados Unidos em 21 de novembro de 2017.
Brian K. Vaughan revelou que o filme de Fugitivos não aconteceu por ter sido substituído por Guardiões da Galáxia (2014). Ele acrescentou: "Estou feliz, no entanto. Por mais que eu ame a Marvel Studios, os Fugitivos parecem estar mais em casa na televisão do que teria sido na tela grande."

### Jogos eletrônicos
- Nico Minoru, Karolina Dean, Chase Stein (acompanhado por Alfazema), Molly Hayes e Victor Mancha aparecem como personagens jogáveis em Marvel: Avengers Alliance.[56]
- Os Fugitivos são personagens jogáveis em Lego Marvel Super Heroes 2 como parte de um DLC Season Pass.